# راجیوویتسه
راجیوویتسه (به لهستانی:  Radziejowice) یک روستا در لهستان است که در گمینا راجیوویتسه واقع شده‌است.